# Notoplax lancemilnei
Notoplax lancemilnei är en blötdjursart som beskrevs av Gowlett 1988. Notoplax lancemilnei ingår i släktet Notoplax och familjen Acanthochitonidae. Inga underarter finns listade i Catalogue of Life.